# Alvites
Alvites is een plaats (freguesia) in de Portugese gemeente Mirandela en telt 282 inwoners (2001).
Gerrit Komrij en zijn levenspartner woonden na hun emigratie naar Portugal tussen 1984 en 1988 in Alvites. Daarna verhuisden zij naar Vila Pouca da Beira.